# Wołodymyr Bondarenko
Wołodymyr Petrowycz Bondarenko, ukr. Володимир Петрович Бондаренко (ur. 6 lipca 1981 w Kijowie) – ukraiński piłkarz, grający na pozycji pomocnika.

## Kariera piłkarska

### Kariera klubowa
Wychowanek SDJuSzOR Dynamo Kijów. Pierwszy trener A.W. Łeonidow. W 1999 rozpoczął karierę piłkarską w CSKA Kijów występował najpierw w drugiej drużynie klubu. Kiedy w 2001 klub został reorganizowany w Arsenał Kijów, został piłkarzem nowego klubu. W 2000-2003 grał na wypożyczeniu w zespołach Systema-Boreks Borodzianka, Borysfen Boryspol i Wołyń Łuck. W 2004 wyjechał do Rosji, gdzie bronił barw klubów Lisma-Mordowija Sarańsk, Sokoł Saratów, Sodowik Sterlitamak i Bałtika Kaliningrad. W międzyczasie na półsezonu wrócił do Ukrainy, gdzie grał w Obołoni Kijów. W styczniu 2009 przeszedł do Czornomorca Odessa. Po spadnięciu klubu do Pierwszej Lihi w czerwcu 2010 klub zrezygnował z usług piłkarza. Potem wyjechał do Rosji, gdzie bronił barw klubów Dinamo Petersburg oraz Torpedo Moskwa. W lipcu 2012 zasilił skład FK Ołeksandrija. Latem 2014 został piłkarzem zespołu amatorskiego Czajka Petropawliwśka Borszczahiwka.

### Kariera reprezentacyjna
W 2000 występował w juniorskiej reprezentacji Ukrainy.

## Sukcesy i odznaczenia

### Sukcesy klubowe
- brązowy medalista Pierwszej Lihi Ukrainy: 2005/06

### Sukcesy reprezentacyjne
- wicemistrz Mistrzostw Europy U-19: 2000